# Prințesa Elisabeta Anna a Prusiei
Prințesa Elisabeta Anna a Prusiei (8 februarie 1857 – 28 august 1895) a fost prințesă germană. A fost al doilea copil al Prințului Friedrich Karl al Prusiei și a soției acestuia, Prințesa Maria Anna de Anhalt-Dessau. Palatul Elisabeth-Anna a fost numit în onoarea ei după decesul ei timpuriu în 1895.

## Famile
Tatăl Elisabetei, Prințul Friedrich, era fiul cel mare al Prințului Carol al Prusiei, acesta fiind fiul cel mic al regelui Frederic Wilhelm al III-lea al Prusiei. Mama Elisabetei, Maria Anna, era fiica cea mică a Ducelui Leopold al IV-lea de Anhalt și a Prințesei Frederica Wilhelmina a Prusiei.
Printre frații ei s-au inclus Maria, Prințesă de Saxa-Altenburg, Louise Margaret, Ducesă de Connaught și Strathearn și Prințul Friedrich Leopold al Prusiei. Prin sora ei Louise Margaret, Elisabeta Anna a fost mătușa Margaretei, Prințesă Moștenitoare a Suediei.
Elisabeta Anna a fost nașa Prințesei Patricia de Connaught, care era o altă nepoată a ei.

## Căsătorie
La 18 februarie 1878, Elisabeta Anna s-a căsătorit cu Frederic Augustus, Mare Duce Ereditar de Oldenburg. Au fost două nunți duble: Prințesa Charlotte a Prusiei (fiica Prințului Moștenitor și a Prințesei Moștenitoare) s-a căsătorit cu Bernhard, Prinț Ereditar de Saxa-Meiningen în aceeași zi ca și Elisabeta la Berlin.
Datorită statutului crescut al Prusiei, la nunți au participat multe personaje importante, inclusiv regele Leopold al II-lea al Belgiei și soția sa, regina Marie Henriette. De asemenea, a participat Prințul de Wales; una dintre mirese (Charlotte) era nepoata lui.
Elisabeta Anna șu soțul ei au avut doi copii:
- Ducesa Sophia Charlotte (2 februarie 1879 - 29 martie 1964); s-a căsătorit cu Prințul Eitel Friedrich al Prusiei, fiul cel mic al împăratului Wilhelm al II-lea al Germaniei.[5]
- Ducesa Margaret (13 octombrie 1881 - 20 februarie 1882), a murit la vârsta de 1 an

Elisabeta a murit la 28 august 1895, înainte ca soțul ei să devină Mare Duce. Înaintea decesului ei, soțul ei a construit un nou palat de reședință; după moartea ei, Frederic a numit palatul Elisabeth-Anna în onoarea ei. Mai târziu, soțul ei s-a recăsătorit cu Elisabeta Alexandrine de Mecklenburg-Schwerin, fiica lui Frederic Francisc al II-lea, Mare Duce de Mecklenburg.